# Les McDonald
Pour les articles homonymes, voir McDonald.
Les McDonald né le 30 avril 1933 à Felling (Tyne and Wear) et mort le 4 septembre 2017 à Vancouver est le fondateur et le 1er président  de la Fédération internationale de triathlon (International Triathlon Union - ITU) de 1989 à 2008.

## Biographie

### Vie personnelle
Les McDonald est le fils d'un mineur de charbon et d'une commerçante de journaux. Il nait et grandit à Felling, Tyne and Wear, un arrondissement près de Newcastle upon Tyne au nord-est de l'Angleterre. Il est l'aîné de trois enfants. Il quitte l'école à l'âge de 14 ans pour travailler dans les mines de charbon et aider sa famille. Il accomplit deux années de service militaire et fait partie de l'armée britannique d'occupation de l'Allemagne dans l'après-guerre, ou il rencontre sa femme, Monique. En 1955, il émigre au Canada à Vancouver, où il se marie et devient père de  trois enfants. Jeune homme du nord-est de l'Angleterre, il avait découvert l'escalade et le ski. Il devient un grimpeur de haut niveau et réalise de nombreuses premières ascensions au Canada, dont certaines avec Fred Beckey. Il poursuit sa passion pour le ski par des entraînements au mont Grouse et au mont Whistler. Il a aidé à former le Alta Lake Sports Club basé à Whistler (Colombie-Britannique) et participé à plusieurs marathons de ski de fond, dont le Engadin Skimarathon. Au cours de sa vie professionnelle, il travaille comme électricien et responsable syndical avec la « Fraternité internationale des ouvriers en électricité ». Ses actions dans l'administration et l'organisation du sport ont été fortement influencées par ses expériences en tant que syndicaliste .

### Triathlon
Les McDonald découvre triathlon dans les années 1980 en s'entraînant pour des marathons. En 1981, il organise un des premiers triathlons au Canada, qui se déroule à Vancouver. Il fonde la British Columbia Triathlon Federation en 1983, qui devient Triathlon Canada en 1984. Il en est le  président de 1984 à 1996, il est également élu en tant que membre du conseil d'administration de Comité olympique canadien.
En tant que sportif, il participe plusieurs fois à l'Ironman d'Hawaï et remporte cinq fois entre 1983 et 1987, le titre honorifique de champion du monde Ironman dans sa catégorie d'âge chez les 50-55. Il passe une grande partie de son temps et de ses finances à voyager dans le monde en créant des instances nationales de triathlon, jusqu'à la création en 1989 du championnat du monde de triathlon qui se déroule la veille du  premier congrès de la Fédération internationale de triathlon (ITU) à Avignon, en France. Il est élu président de l'ITU lors de cette fondation.
Les McDonald est le 1er président  et membre fondateur de la Fédération internationale de triathlon (International Triathon Union) (ITU) de 1989 à 2008. En tant que président et durant ses années de mandat, il contribue largement à la reconnaissance du triathlon comme sport du programme olympique. Dont la première épreuve se déroule lors des Jeux olympiques d'été de 2000, à Sydney en Australie. Inlassable promoteur du triathlon, il travaille à l'égalité de prix et de représentation des femmes dans ce sport. Il reste président de la fédération internationale jusqu'en 2008 et à l'âge de 75 ans . Il est nommé président honoraire, poste honorifique qu'il occupe jusqu'à sa mort en 2017 à Vancouver.
Il est intronisé dans les Hall of Fame de la Fédération canadienne de triathlon en 2001, dans celui du Comité olympique canadien en 2007, dans le BC Sports Hall of Fame (en) en 2009 dans celui de l'ITU en 2014. Il est décoré de l'Ordre olympique en 2010 par le Comité international olympique. Il est introduit comme membre de l'Ordre du Canada en 2013, par David Johnston gouverneur général du Canada.

### Distinctions
- 2001 - Triathlon Canada Hall of Fame
- 2007 - Canadian Olympic Hall of Fame[7]
- 2009 - BC Sports Hall of Fame [1]
- 2010 - Ordre olympique (Argent)[8]
- 2010 - Comité international olympique Women and Sport Award[10],[11]
- 2013 - Ordre du Canada [9]
- 2014 - ITU Hall of Fame[8]

## Participation sportive notable

### Escalade
- 1956 - Sommet Pyramid Routes - Voie Est - Mont Shuksan - Washington, USA[12].
- 1958 - Colman glacier - Mont Baker - Washington, USA[13].
- 1959 - Peasant's Route - Squamish Chief - Squamish, British Columbia, Canada[14].
- 1959 - South West Face - Sharkfin Tower - Mount Buckner  - Washington, USA[15].
- 1960 - Center/West Route - Lake Ann Buttress - Mount Buckner - Washington, USA[16].
- 1960 - The Diritissimo - Mont Shuksan - Washington, USA[16].
- 1962 - Angel's Crest Route - Squamish Chief - Squamish, British Columbia, Canada with Fred Beckey, Eric Bjornstad, and Hank Mather[17].
- 1964 - YellowSlab Variation - Center/West Route - Mount Shuksan - Washington, USA[16]
- 1965 - Lieback Crack route - The Sugarloaf, North Side - Murrin Park, Squamish, British Columbia, Canada[18].
- 1966 - Eastern Route - Mont Shuksan - Washington, USA[16]
- 1967 - The Good Neighbour Peak - Centennial Climb - Mont Vancouver - Alaska, USA[19].
- 1967 - Central Peak - Mont Vancouver - Alaska, USA[20]

### Triathlon
- 1983 - Ironman d'Hawaï 50-55 groupe d'age  - 1re place[20].
- 1984 - Ironman d'Hawaï 50-55 groupe d'age  - 1re place[20]
- 1985 - Ironman d'Hawaï  50-55 groupe d'age  - 1re place[20]
- 1986 - Ironman d'Hawaï  50-55 groupe d'age  - 1re place[20]
- 1987 - Ironman d'Hawaï  50-55 groupe d'age  - 1re place[20]